# Dekanat Myszków
Dekanat Myszków – jeden z 36 dekanatów archidiecezji częstochowskiej. Znajduje się w regionie zawierciańskim.

## Parafie
W skład dekanatu wchodzi 8 myszkowskich parafii:
- parafia Męczeństwa św. Jana Chrzciciela w Myszkowie,
- parafia Najświętszej Maryi Panny Różańcowej w Myszkowie,
- parafia Narodzenia Najświętszej Maryi Panny w Myszkowie,
- parafia Przenajświętszej Trójcy w Myszkowie,
- parafia św. Andrzeja Boboli w Myszkowie,
- parafia św. Anny w Myszkowie,
- parafia Świętych Apostołów Piotra i Pawła w Myszkowie,
- parafia św. Stanisława Biskupa Męczennika w Myszkowie.